# Khadžuráho
Khadžuráho je město v indickém státě Madhjapradéš. Je známé především díky památkám, které se v jeho blízkosti nachází. Jedná se zejména o středověké hinduistické a džinistické chrámy, proslavené množstvím soch v erotických pozicích.
Od roku 1986 památky figurují na Seznam světového dědictví UNESCO.